# Мат (звание)

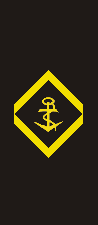
Нарукавный шеврон мата в Бундесмарине

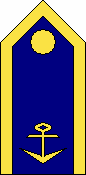
Погон мата бундесмарине

Мат (нем. Maat, пол. mat) — воинское звание в военно-морских флотах Германии и Польши.

## В Германии
Мат (сокращённо — МТ) в германском военно-морском флоте (Бундесмарине) — это солдат нижнего уровня унтер-офицерского чина. Существует 2 степени мата — мат (нем. Maat) и обермат (нем. Obermaat). В других частях Бундесвера — в армии и в военно-воздушных силах (Luftwaffe) — мату соответствует воинское звание «унтер-офицер». Морские офицеры выслуживают звание мата в то время, когда являются ещё кадетами (Seekadett). Согласно Уставу внутренней службы (Vorg. V) бундесвера — мат имеет право отдавать приказы низшим по званию солдатам. Обращение к мату на военном корабле — «Герр Мат» (Herr Maat), или «Фрау Мат» (Frau Maat), однако по распространённой в германском флоте традиции вышестоящие обращаются к мату, как правило, не по званию, а по фамилии (напр., «Герр Крюгер»).
Ранее звание «мат» было применяемо и на германском грузовом и торговом флоте. Это были помощники судового механика, боцмана или кока.

Погон мата в польском ВМФ

## В Польше
На Балтике, в том числе на польских кораблях, маты появляются ещё в XV веке как среднее звено между матросами и боцманом; они руководили работами на судах. Следующими в корабельной иерархии шли «боцманматы», которые заменяли боцмана.
Звание «мат» появляется в польском военно-морском флоте в 1921 году и соответствует введённому в польской армии в 1918 званию капрала. В 1921 — 1971 годах мат занимал в служебной иерархии промежуточное место между старшим матросом и боцманматом. В 1971 году в польском ВМФ было введено звание «старший мат».